# Tved Kirke (Syddjurs Kommune)
 For alternative betydninger, se Tved Kirke. (Se også artikler, som begynder med Tved Kirke)
Tved Kirke er en kirke på sydsiden af Knebel Vig, lidt nordøst for landsbyen Tved. Den er opført i 1100-tallet, og den er usædvanligt stor for en landsbykirke at være. Bygningen er hvidkalket og både skibet og koret er tækket med bly. Kirken er "kullet", dvs. at den mangler tårn, hvad der er et særsyn på Mols. Dér, hvor man skulle forvente at finde tårnet, altså mod vest, er der opført et stort kapel, som er tegldækket. I 1940-45 gav man kirken en grundig restaurering, og under arbejdet med at lægge et nyt gulv stødte man på en gammel krypt, der har været brugt til begravelser for familien Sandberg, som var den gamle adelsslægt på Kvelstrup og Isgård.

## Fredning af Kongsøre Hage
Arealerne på Kongsøre Hage ved Tved Kirke blev fredet i 1981. Fredningen blev gennemført både af kulturhistoriske og af landskabelige grunde. Man ønskede at bevare det specielle miljø omkring kirken og den store, velbevarede præstegård. Desuden gjorde særlige, geologiske forhold ved Kongsøre Hage, at stedet også har stor naturmæssig bevaringsværdi. Bakken består af hævet havbund med strandvolde foran en stejl, kratbevokset litorinaskrænt. Bag ved strandvoldene finder man et sumpområde med helt særlige karaktertræk. På grund af kalkrigt grundvand, som siver ud nær bakkens fod, hvor store mængder af muslingeskaller yderligere forstærker kalkvirkningen, er der opstået en niche, hvor f.eks. Sump-Hullæbe og Butblomstret Siv trives. Området blev fredet i 1981-82 .